# Walter Dyckerhoff
Walter Dyckerhoff (* 27. Dezember 1897 in Biebrich am Rhein; † 8. Juni 1977 in Wiesbaden) war ein deutscher Industrieller und technischer Leiter der Portland-Cement-Fabrik Dyckerhoff & Söhne.

## Leben

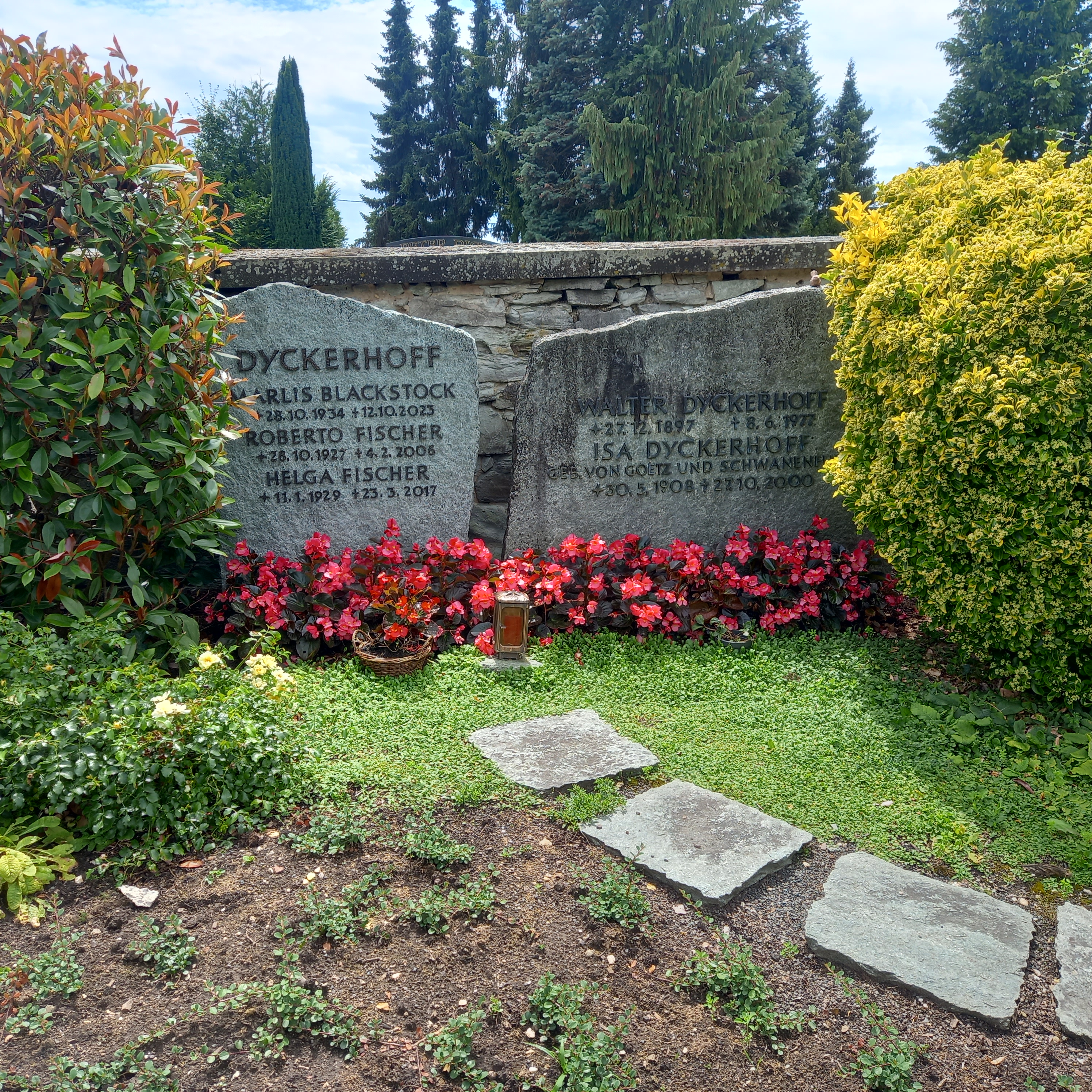
Das Grab von Walter Dyckerhoff und seiner Ehefrau Isa im Familiengrab auf dem Friedhof Biebrich in Wiesbaden

Walter Dyckerhoff studierte nach dem Ersten Weltkrieg an der Ludwig-Maximilians-Universität München Chemie. Dort schloss er sich dem Corps Franconia an. 1924 wurde er an der Johann-Wolfgang-Goethe-Universität Frankfurt am Main zum Dr. phil. promoviert.
Am 1. Januar 1925 trat er in die Firma Dyckerhoff & Söhne ein. 1931 übernahm er die technische Leitung der nunmaligen Dyckerhoff-Wicking AG. Im gleichen Jahr unterschrieb er die Eingabe der Wirtschaftspolitischen Vereinigung Frankfurt am Main, die die Regierungsbeteiligung der NSDAP forderte, deren Mitglied er war.
Bei einem Vortrag am 16. Oktober 1931 mit dem Titel „Zur Volksgemeinschaft!“ vor der DINTA forderte er vom Unternehmer „die Schließung der sozialen Kluft durch Schaffung der Werksgemeinschaft, die sich zur Volksgemeinschaft erweitert.“
Ende 1938 entwickelte er im Rahmen der Autarkiepolitik des „Dritten Reiches“ eine Methode, heimische Tonerde als Ersatz für Bauxit-Importe in der Aluminium-Herstellung zu verwenden (Dyckerhoff-Séailles-Verfahren).
Walter Dyckerhoff war von 1938 bis 1944 Präsident der IHK für Rheinhessen.
Nach dem Zweiten Weltkrieg emigrierte er zunächst in die Schweiz und dann nach Argentinien. Dort leitete er als Direktor die Tyngatu SA in Buenos Aires und war Teilhaber der CADIO, Fabrik optischer Produkte.
Dyckerhoff war der Erfinder des Weißzementes. Der Markenname „Dyckerhoff Weiß“ wird über die Grenzen Deutschlands hinaus immer noch als Synonym für weißen Portlandzement verwendet.